# Nuoto ai campionati mondiali di nuoto 2019 - 50 metri farfalla femminili
La gara di nuoto dei 50 metri farfalla femminili dei campionati mondiali di nuoto 2019 è stata disputata il 26 luglio e il 27 luglio presso il Nambu International Aquatics Centre di Gwangju. Vi hanno preso parte 64 atlete provenienti da 58 nazioni.

## Podio
| Posizione | Atleta              | Nazionalità |
| --------- | ------------------- | ----------- |
| Oro       | Sarah Sjöström      | Svezia      |
| Argento   | Ranomi Kromowidjojo | Paesi Bassi |
| Bronzo    | Farida Osman        | Egitto      |

## Programma
| Data           | Ora (UTC+9) | Turno      |
| -------------- | ----------- | ---------- |
| 26 luglio 2019 | 11:11       | Batterie   |
| 26 luglio 2019 | 21:09       | Semifinali |
| 27 luglio 2019 | 20:02       | Finale     |

## Record
Prima della manifestazione il record del mondo e il record dei campionati erano i seguenti.
| Record mondiale       | 24"43 | Sarah Sjöström Svezia | 5 luglio 2014 Borås, Svezia       |
| Record dei campionati | 24"60 | Sarah Sjöström Svezia | 29 luglio 2017 Budapest, Ungheria |

## Risultati

### Batterie[2]
| Pos. | Batteria | Corsia | Atleta                 | Nazionalità                   | Tempo | Note             |
| ---- | -------- | ------ | ---------------------- | ----------------------------- | ----- | ---------------- |
| 1    | 7        | 4      | Sarah Sjöström         | Svezia                        | 25"39 | Q                |
| 2    | 6        | 4      | Kelsi Dahlia           | Stati Uniti                   | 25"70 | Q                |
| 3    | 5        | 4      | Farida Osman           | Egitto                        | 25"71 | Q                |
| 4    | 5        | 3      | Penny Oleksiak         | Canada                        | 25"73 | Q                |
| 5    | 7        | 5      | Ranomi Kromowidjojo    | Paesi Bassi                   | 25"86 | Q                |
| 6    | 7        | 3      | Louise Hansson         | Svezia                        | 25"97 | Q                |
| 7    | 6        | 2      | Elena Di Liddo         | Italia                        | 26"03 | Q                |
| 8    | 7        | 6      | Marie Wattel           | Francia                       | 26"07 | Q                |
| 9    | 7        | 2      | Jeanette Ottesen       | Danimarca                     | 26"09 | Q                |
| 10   | 6        | 6      | Wang Yichun            | Cina                          | 26"13 | Q                |
| 11   | 5        | 2      | Maggie MacNeil         | Canada                        | 26"14 | Q                |
| 11   | 6        | 1      | Zhang Yufei            | Cina                          | 26"14 | Q                |
| 11   | 7        | 0      | Brianna Throssell      | Australia                     | 26"14 | Q                |
| 14   | 5        | 5      | Kimberly Buys          | Belgio                        | 26"23 | Q                |
| 15   | 6        | 7      | Anna Ntountounaki      | Grecia                        | 26"26 | Q                |
| 16   | 6        | 3      | Arina Surkova          | Russia                        | 26"32 | QSO              |
| 16   | 6        | 5      | Emilie Beckmann        | Danimarca                     | 26"32 | QSO              |
| 18   | 5        | 6      | Maaike de Waard        | Paesi Bassi                   | 26"40 |                  |
| 19   | 7        | 1      | Erin Gallagher         | Sudafrica                     | 26"45 |                  |
| 20   | 5        | 7      | Mimosa Jallow          | Finlandia                     | 26"62 |                  |
| 21   | 5        | 1      | Svetlana Čimrova       | Russia                        | 26"64 |                  |
| 22   | 6        | 8      | Angelina Köhler        | Germania                      | 26"65 |                  |
| 23   | 4        | 5      | Anastasia Gorbenko     | Israele                       | 26"70 |                  |
| 24   | 7        | 8      | Park Ye-rin            | Corea del Sud                 | 26"75 |                  |
| 25   | 5        | 9      | Huang Mei-chien        | Taipei cinese                 | 26"89 |                  |
| 25   | 7        | 7      | Alexandra Touretski    | Svizzera                      | 26"89 |                  |
| 27   | 5        | 0      | Quah Ting Wen          | Singapore                     | 26"92 |                  |
| 28   | 4        | 2      | Jenjira Srisaard       | Thailandia                    | 26"93 | Record nazionale |
| 29   | 6        | 0      | Beatrix Bordás         | Ungheria                      | 26"98 |                  |
| 30   | 6        | 9      | Aleyna Özkan           | Turchia                       | 27"00 |                  |
| 31   | 4        | 4      | Sirena Rowe            | Colombia                      | 27"02 |                  |
| 32   | 4        | 7      | Paulina Nogaj          | Polonia                       | 27"08 |                  |
| 33   | 4        | 3      | Chan Kin Lok           | Hong Kong                     | 27"17 |                  |
| 34   | 4        | 6      | Gabriela Ņikitina      | Lettonia                      | 27"48 |                  |
| 34   | 7        | 9      | Anicka Delgado         | Ecuador                       | 27"48 |                  |
| 36   | 5        | 8      | Alia Atkinson          | Giamaica                      | 27"49 |                  |
| 37   | 4        | 1      | Alexandra Schegoleva   | Cipro                         | 27"74 |                  |
| 38   | 4        | 0      | Maddy Moore            | Bermuda                       | 28"02 |                  |
| 39   | 1        | 3      | Alexis Margett         | Bolivia                       | 28"21 |                  |
| 40   | 4        | 9      | Maria Schutzmeier      | Nicaragua                     | 28"34 |                  |
| 41   | 4        | 8      | Chade Nersicio         | Curaçao                       | 28"45 |                  |
| 42   | 3        | 3      | Mikaili Charlemagne    | Saint Lucia                   | 29"24 |                  |
| 43   | 2        | 7      | Varsenik Manucharyan   | Armenia                       | 29"65 |                  |
| 44   | 2        | 8      | Sophia Diagne          | Senegal                       | 29"90 |                  |
| 45   | 3        | 1      | Georgia-Leigh Vele     | Papua Nuova Guinea            | 30"07 |                  |
| 46   | 3        | 7      | Aaliyah Palestrini     | Seychelles                    | 30"18 |                  |
| 47   | 3        | 6      | Jamila Sanmoogan       | Guyana                        | 30"21 |                  |
| 48   | 3        | 4      | Elodie Poo-cheong      | Mauritius                     | 30"26 |                  |
| 49   | 3        | 5      | Aniqah Gaffoor         | Sri Lanka                     | 30"36 |                  |
| 50   | 3        | 2      | Ann-Marie Hepler       | Isole Marshall                | 30"77 |                  |
| 51   | 1        | 6      | Enkhzul Khuyagbaatar   | Mongolia                      | 30"80 |                  |
| 52   | 3        | 8      | Olivia Fuller          | Antigua e Barbuda             | 30"88 |                  |
| 53   | 2        | 1      | Dirngulbai Misech      | Palau                         | 31"14 |                  |
| 54   | 1        | 4      | Taffi Illis            | Sint Maarten                  | 31"33 |                  |
| 55   | 2        | 5      | Sofia Shah             | Nepal                         | 32"04 |                  |
| 56   | 2        | 2      | Hemthon Vitiny         | Cambogia                      | 32"38 |                  |
| 57   | 2        | 0      | Ssubi Katumba          | Uganda                        | 32"77 |                  |
| 58   | 3        | 0      | Anastasiya Tyurina     | Tagikistan                    | 33"17 |                  |
| 59   | 1        | 5      | Aika Watanabe          | Isole Marianne Settentrionali | 33"43 |                  |
| 60   | 2        | 4      | Dania Nour             | Palestina                     | 34"30 |                  |
| 61   | 3        | 9      | Domingas Munhemeze     | Mozambico                     | 34"53 |                  |
| 62   | 2        | 9      | Lucie Kouadio-Patinier | Costa d'Avorio                | 35"43 |                  |
| 63   | 2        | 3      | Rahel Gebresilassie    | Etiopia                       | 36"37 |                  |
| 64   | 2        | 6      | Tity Dumbuya           | Sierra Leone                  | 37"90 |                  |

#### Spareggio[3]
| Pos. | Corsia | Atleta          | Nazionalità | Tempo | Note |
| ---- | ------ | --------------- | ----------- | ----- | ---- |
| 1    | 4      | Arina Surkova   | Russia      | 26"13 | Q    |
| 2    | 5      | Emilie Beckmann | Danimarca   | 26"24 |      |

### Semifinali[4]
| Pos. | Semifinale | Corsia | Atleta              | Nazionalità | Tempo | Note |
| ---- | ---------- | ------ | ------------------- | ----------- | ----- | ---- |
| 1    | 2          | 4      | Sarah Sjöström      | Svezia      | 24.79 | Q    |
| 2    | 2          | 3      | Ranomi Kromowidjojo | Paesi Bassi | 25.54 | Q    |
| 3    | 1          | 6      | Marie Wattel        | Francia     | 25.56 | Q    |
| 4    | 1          | 4      | Kelsi Dahlia        | Stati Uniti | 25.59 | Q    |
| 5    | 2          | 5      | Farida Osman        | Egitto      | 25.79 | Q    |
| 6    | 1          | 5      | Penny Oleksiak      | Canada      | 25.93 | Q    |
| 6    | 2          | 1      | Brianna Throssell   | Australia   | 25.93 | Q    |
| 8    | 2          | 2      | Jeanette Ottesen    | Danimarca   | 26.01 | Q    |
| 9    | 1          | 8      | Arina Surkova       | Russia      | 26.06 |      |
| 10   | 1          | 3      | Louise Hansson      | Svezia      | 26.10 |      |
| 11   | 2          | 6      | Elena Di Liddo      | Italia      | 26.16 |      |
| 12   | 1          | 7      | Zhang Yufei         | Cina        | 26.18 |      |
| 13   | 1          | 2      | Wang Yichun         | Cina        | 26.21 |      |
| 14   | 2          | 7      | Maggie MacNeil      | Canada      | 26.28 |      |
| 15   | 2          | 8      | Anna Ntountounaki   | Grecia      | 26.31 |      |
| 16   | 1          | 1      | Kimberly Buys       | Belgio      | 26.51 |      |

### Finale[5]
| Pos. | Corsia | Atleta              | Nazionalità | Tempo | Note             |
| ---- | ------ | ------------------- | ----------- | ----- | ---------------- |
|      | 4      | Sarah Sjöström      | Svezia      | 25"02 |                  |
|      | 5      | Ranomi Kromowidjojo | Paesi Bassi | 25"35 |                  |
|      | 2      | Farida Osman        | Egitto      | 25"47 |                  |
| 4    | 6      | Kelsi Dahlia        | Stati Uniti | 25"48 | =                |
| 5    | 3      | Marie Wattel        | Francia     | 25"50 | Record nazionale |
| 6    | 7      | Penny Oleksiak      | Canada      | 25"69 |                  |
| 7    | 8      | Jeanette Ottesen    | Danimarca   | 25"76 |                  |
| 8    | 1      | Brianna Throssell   | Australia   | 26"11 |                  |